# Campeonato Carioca 2020
El Campeonato Carioca de 2020 fue la edición 122.ª del principal campeonato de clubes de fútbol del Estado de Río de Janeiro. El torneo fue organizado por la Federação de Futebol do Estado do Rio de Janeiro (FFERJ) y está entre los torneos más importantes del país. Concede cuatro cupos a la Copa de Brasil 2021. comenzó el 21 de diciembre de 2019 y terminó el 15 de julio de 2020 con algunos cambios con respecto a la edición anterior.
Con la pandemia del coronavirus, FERJ ordenó la cancelación del campeonato por 15 días.
Sin embargo, el campeonato regresó poco más de tres meses después, aún en medio de la pandemia y en un momento en que el Estado de Río de Janeiro tenía la segunda tasa de mortalidad más alta del país, lo que generó muchas críticas y el apodo de "Covidão 2020". Solo Botafogo y Fluminense estaban en contra del regreso anticipado de la competencia, mientras que la federación y los otros clubes apoyaron el regreso.

## Sistema de disputa
A diferencia de años anteriores, si un equipo gana ambos turnos será el campeón, si no hay un club con más puntos (considerando las disputas de la fase de grupos de los dos turnos). En este caso, habrá una final a doble partido, en beneficio del equipo que gane ambos turnos. Si diferentes equipos ganan los turnos, ambos equipos jugarán la final, también en dos partidos, pero sin ventaja para ninguno de ellos.

## Equipos participantes

### Ascensos y descensos
| Pos. | Descendidos en la temporada 2019 |
| ---- | -------------------------------- |
| 15º  | América                          |
| 16º  | Goytacaz                         |

| Pos. | Ascendidos de la Serie B1 2019 |
| ---- | ------------------------------ |
| 1º   | Friburguense                   |
| 2º   | América                        |

### Información de los equipos
| Equipo        | Entrenador      | Estadio             | Capacidad | Posición 2018 |
| ------------- | --------------- | ------------------- | --------- | ------------- |
| América       | Álvaro Gaia     | Giulite Coutinho    | 13 544    | 2º (Serie B1) |
| Americano     | Rafael Soriano  | Eucy Resende        | 6 000     | 11º           |
| Bangu         | Eduardo Allax   | Moça Bonita         | 9 024     | 3º            |
| Boavista      | Paulo Bonamigo  | Eucy Resende        | 6 000     | 7º            |
| Botafogo      | Paulo Autuori   | Nilton Santos       | 44 661    | 8º            |
| Cabofriense   | Luciano Quadros | Alair Corrêa        | 4 200     | 6º            |
| Flamengo      | Jorge Jesus     | Maracanã            | 78 838    | 1º            |
| Fluminense    | Odair Hellmann  | Maracanã            | 78 838    | 4º            |
| Friburguense  | Cadão           | Eduardo Guinle      | 8 000     | 1° (Serie B1) |
| Macaé         | Charles Almeida | Moacyrzão           | 16 000    | 14º           |
| Madureira     | Toninho Andrade | Conselheiro Galvão  | 2 136     | 10º           |
| Nova Iguaçu   | Hermes Júnior   | Laranjão            | 1 810     | 13º           |
| Portuguesa    | Rogério Corrêa  | Luso Brasileiro     | 5 600     | 12º           |
| Resende       | Edson Souza     | Trabalhador         | 4 600     | 9º            |
| Vasco da Gama | Abel Braga      | São Januario        | 21 880    | 2º            |
| Volta Redonda | Luizinho Vieira | Raulino de Oliveira | 18 230    | 5º            |

## Fase preliminar
| Pos. | Equipo       | Pts. | PJ | G | E | P | GF | GC | Dif. |  |
| ---- | ------------ | ---- | -- | - | - | - | -- | -- | ---- |  |
| 1    | Portuguesa   | 11   | 5  | 3 | 2 | 0 | 10 | 5  | +5   |  |
| 2    | Macaé        | 7    | 5  | 2 | 1 | 2 | 6  | 6  | 0    |  |
| 3    | Americano    | 7    | 5  | 2 | 1 | 2 | 3  | 4  | −1   |  |
| 4    | Nova Iguaçu  | 6    | 5  | 2 | 0 | 3 | 9  | 7  | +2   |  |
| 5    | América      | 6    | 5  | 1 | 3 | 1 | 4  | 6  | −2   |  |
| 6    | Friburguense | 4    | 5  | 1 | 1 | 3 | 1  | 5  | −4   |  |

 Fuente: Soccerway
     Clasificados a la Fase principal.
     Clasificados al Grupo X.
- La hora de cada encuentro corresponde al huso horario correspondiente al Estado de Río de Janeiro (UTC-03:00).

| Nova Iguaçu | 2 - 0 | Friburguense | Laranjão         | 22 de diciembre | 15:00 |
| América     | 3 - 1 | Macaé        | Giulite Coutinho | 22 de diciembre | 15:00 |
| Portuguesa  | 2 - 0 | Americano    | Luso-Brasileiro  | 22 de diciembre | 15:00 |

| Americano    | 0 - 0 | América     | Ferreirão      | 28 de diciembre | 15:00 |
| Macaé        | 2 - 0 | Nova Iguaçu | Moacyrzão      | 29 de diciembre | 15:00 |
| Friburguense | 0 - 2 | Portuguesa  | Eduardo Guinle | 29 de diciembre | 15:00 |

| Nova Iguaçu | 1 - 2 | Americano    | Laranjão         | 4 de enero | 15:00 |
| América     | 1 - 1 | Portuguesa   | Giulite Coutinho | 4 de enero | 15:00 |
| Macaé       | 1 - 0 | Friburguense | Moacyrzão        | 4 de enero | 15:00 |

| Portuguesa   | 3 - 2 | Nova Iguaçu | Luso-Brasileiro | 8 de enero | 15:00 |
| Friburguense | 0 - 0 | América     | Eduardo Guinle  | 8 de enero | 15:00 |
| Americano    | 1 - 0 | Macaé       | Ferreirão       | 8 de enero | 15:00 |

| Nova Iguaçu  | 4 - 0 | América    | Laranjão       | 11 de enero | 15:00 |
| Macaé        | 2 - 2 | Portuguesa | Ferreirão      | 11 de enero | 15:00 |
| Friburguense | 1 - 0 | Americano  | Eduardo Guinle | 11 de enero | 15:00 |

### Grupo X
| Pos. | Equipo       | Pts. | PJ | G | E | P | GF | GC | Dif. |  |
| ---- | ------------ | ---- | -- | - | - | - | -- | -- | ---- |  |
| 1    | Friburguense | 11   | 6  | 3 | 2 | 1 | 10 | 8  | +2   |  |
| 2    | Americano    | 10   | 6  | 3 | 1 | 2 | 9  | 7  | +2   |  |
| 3    | América      | 6    | 6  | 1 | 3 | 2 | 11 | 10 | +1   |  |
| 4    | Nova Iguaçu  | 5    | 6  | 1 | 2 | 3 | 5  | 10 | −5   |  |

 Fuente: Soccerway
     Clasificados al Grupo Z.
| Americano    | 0 - 0 | Nova Iguaçu | Ferreirão      | 18 de enero | 15:00 |
| Friburguense | 2 - 2 | América     | Eduardo Guinle | 18 de enero | 15:00 |

| Nova Iguaçu | 1 – 2 | Friburguense | Laranjão         | 25 de enero | 15:00 |
| America     | 4 – 0 | Americano    | Giulite Coutinho | 25 de enero | 15:00 |

| Friburguense | 1 – 2 | Americano   | Eduardo Guinle   | 5 de febrero | 15:00 |
| América      | 1 – 2 | Nova Iguaçu | Giulite Coutinho | 5 de febrero | 15:00 |

| Nova Iguaçu | 0 – 4 | Americano    | Laranjão         | 8 de febrero | 15:00 |
| América     | 2 – 2 | Friburguense | Giulite Coutinho | 8 de febrero | 15:00 |

| Friburguense | 1 – 0 | Nova Iguaçu | Eduardo Guinle | 15 de febrero | 15:00 |
| Americano    | 2 – 0 | América     | Eucy Resende   | 16 de febrero | 19:30 |

| Americano   | 1 – 2 | Friburguense | Ferreirão | 19 de febrero | 15:00 |
| Nova Iguaçu | 2 - 2 | América      | Laranjão  | 19 de febrero | 15:00 |

### Grupo Z
| Pos. | Equipo      | Pts. | PJ | G | E | P | GF | GC | Dif. |  |
| ---- | ----------- | ---- | -- | - | - | - | -- | -- | ---- |  |
| 1    | Americano   | 9    | 4  | 3 | 0 | 1 | 5  | 4  | +1   |  |
| 2    | América     | 7    | 4  | 2 | 1 | 1 | 5  | 2  | +3   |  |
| 3    | Nova Iguaçu | 1    | 4  | 0 | 1 | 3 | 3  | 7  | −4   |  |

 Fuente: Soccerway
     Descendido al Campeonato Carioca Serie B1 2020.
| Americano   | 2 - 1 | Nova Iguaçu | Ferreirão        | 29 de febrero | 15:00 |
| América     | 0 - 1 | Americano   | Giulite Coutinho | 4 de marzo    | 15:00 |
| Nova Iguaçu | 0 - 2 | América     | Laranjão         | 7 de marzo    | 15:00 |

| Nova Iguaçu | 1 - 2 | Americano   | Laranjão         | 14 de marzo | 15:00 |
| Americano   | 0 - 2 | América     | Eucy Resende     | 27 de junio | 15:00 |
| América     | 1 - 1 | Nova Iguaçu | Giulite Coutinho | 4 de julio  | 15:00 |

## Fase principal

### Taça Guanabara
Grupo A
| Pos. | Equipo      | Pts. | PJ | G | E | P | GF | GC | Dif. |  |
| ---- | ----------- | ---- | -- | - | - | - | -- | -- | ---- |  |
| 1    | Boavista    | 13   | 6  | 4 | 1 | 1 | 9  | 3  | +6   |  |
| 2    | Flamengo    | 13   | 6  | 4 | 1 | 1 | 9  | 4  | +5   |  |
| 3    | Botafogo    | 9    | 6  | 3 | 0 | 3 | 6  | 8  | −2   |  |
| 4    | Portuguesa  | 6    | 6  | 2 | 0 | 4 | 7  | 9  | −2   |  |
| 5    | Bangu       | 6    | 6  | 1 | 3 | 2 | 3  | 7  | −4   |  |
| 6    | Cabofriense | 3    | 6  | 1 | 0 | 5 | 3  | 10 | −7   |  |

 Fuente: Soccerway
     Clasificados a la semifinal de la Taça Guanabara
Grupo B
| Pos. | Equipo        | Pts. | PJ | G | E | P | GF | GC | Dif. |  |
| ---- | ------------- | ---- | -- | - | - | - | -- | -- | ---- |  |
| 1    | Fluminense    | 15   | 6  | 5 | 0 | 1 | 12 | 2  | +10  |  |
| 2    | Volta Redonda | 12   | 6  | 4 | 0 | 2 | 11 | 5  | +6   |  |
| 3    | Madureira     | 10   | 6  | 3 | 1 | 2 | 5  | 5  | 0    |  |
| 4    | Vasco da Gama | 7    | 6  | 2 | 1 | 3 | 4  | 5  | −1   |  |
| 5    | Resende       | 7    | 6  | 2 | 1 | 3 | 6  | 9  | −3   |  |
| 6    | Macaé         | 4    | 6  | 1 | 1 | 4 | 3  | 11 | −8   |  |

 Fuente: Soccerway
     Clasificados a la semifinal de la Taça Guanabara
Resultados
- La hora de cada encuentro corresponde al huso horario correspondiente al Estado de Río de Janeiro (UTC-03:00).

| Madureira     | 1 - 0 | Portuguesa | Conselheiro Galvão  | 18 de enero | 16:00 |
| Macaé         | 0 - 0 | Flamengo   | Maracanã            | 18 de enero | 16:00 |
| Resende       | 0 - 0 | Boavista   | Trabalhador         | 18 de enero | 16:30 |
| Volta Redonda | 1 - 0 | Botafogo   | Raulino de Oliveira | 18 de enero | 18:00 |
| Vasco da Gama | 0 - 0 | Bangu      | São Januário        | 19 de enero | 16:00 |
| Cabofriense   | 0 - 1 | Fluminense | Eucy Resende        | 19 de enero | 19:00 |

| Madureira     | 2 - 0 | Botafogo    | Conselheiro Galvão  | 21 de enero | 16:00 |
| Volta Redonda | 4 - 0 | Cabofriense | Raulino de Oliveira | 22 de enero | 16:00 |
| Macaé         | 0 - 3 | Boavista    | Eucy Resende        | 22 de enero | 16:00 |
| Vasco da Gama | 0 - 1 | Flamengo    | Maracanã            | 22 de enero | 21:00 |
| Resende       | 1 - 1 | Bangu       | Trabalhador         | 23 de enero | 16:00 |
| Fluminense    | 2 - 0 | Portuguesa  | Maracanã            | 23 de enero | 20:00 |

| Cabofriense | 0 - 1 | Madureira     | Correão         | 25 de enero | 16:00 |
| Flamengo    | 3 - 2 | Volta Redonda | Maracanã        | 25 de enero | 18:00 |
| Boavista    | 0 - 1 | Vasco da Gama | Kleber Andrade  | 25 de enero | 19:00 |
| Bangu       | 1 - 5 | Fluminense    | Moça Bonita     | 26 de enero | 16:00 |
| Portuguesa  | 1 - 0 | Resende       | Luso-Brasileiro | 26 de enero | 16:00 |
| Botafogo    | 3 - 1 | Macaé         | Nilton Santos   | 26 de enero | 19:00 |

| Boavista      | 3 - 1 | Madureira     | Eucy Resende    | 28 de enero | 19:15 |
| Portuguesa    | 4 - 1 | Macaé         | Luso-Brasileiro | 29 de enero | 16:00 |
| Bangu         | 0 - 1 | Volta Redonda | Moça Bonita     | 29 de enero | 16:30 |
| Flamengo      | 0 - 1 | Fluminense    | Maracanã        | 29 de enero | 20:30 |
| Botafogo      | 2 - 1 | Resende       | Nilton Santos   | 30 de enero | 19:15 |
| Vasco da Gama | 0 - 1 | Cabofriense   | São Januário    | 31 de enero | 11:00 |

| Madureira     | 0 - 0 | Bangu         | Conselheiro Galvão  | 1 de febrero | 16:00 |
| Fluminense    | 0 - 1 | Boavista      | Maracanã            | 1 de febrero | 19:00 |
| Botafogo      | 1 - 0 | Vasco da Gama | Nilton Santos       | 2 de febrero | 16:00 |
| Macaé         | 1 - 0 | Cabofriense   | Eucy Resende        | 3 de febrero | 16:00 |
| Volta Redonda | 2 - 0 | Portuguesa    | Raulino de Oliveira | 3 de febrero | 18:00 |
| Resende       | 1 - 3 | Flamengo      | Maracanã            | 3 de febrero | 20:00 |

| Bangu       | 1 - 0 | Macaé         | Moça Bonita  | 8 de febrero | 16:00 |
| Flamengo    | 2 - 0 | Madureira     | Maracanã     | 8 de febrero | 18:00 |
| Boavista    | 2 - 1 | Volta Redonda | Eucy Resende | 8 de febrero | 18:00 |
| Fluminense  | 3 - 0 | Botafogo      | Maracanã     | 9 de febrero | 16:00 |
| Portuguesa  | 2 - 3 | Vasco da Gama | Eucy Resende | 9 de febrero | 16:00 |
| Cabofriense | 2 - 3 | Resende       | Correão      | 9 de febrero | 16:00 |

Fase final
|  | Semifinales        | Semifinales        |          |          | Final         | Final         |  |
|  | 16 y 12 de febrero | 16 y 12 de febrero |          |          | 22 de febrero | 22 de febrero |  |
|  |                    |                    |          |          |               |               |  |
|  |                    |                    |          |          |               |               |  |
|  | Boavista           | 1                  |          |          |               |               |  |
|  | Boavista           | 1                  |          |          |               |               |  |
|  | Volta Redonda      | 1                  |          |          |               |               |  |
|  | Volta Redonda      | 1                  |          | Boavista | 1             |               |  |
|  |                    |                    |          | Boavista | 1             |               |  |
|  |                    |                    | Flamengo | 2        |               |               |  |
|  | Fluminense         | 2                  | Flamengo | 2        |               |               |  |
|  | Fluminense         | 2                  |          |          |               |               |  |
|  | Flamengo           | 3                  |          |          |               |               |  |
|  | Flamengo           | 3                  |          |          |               |               |  |
|  |                    |                    |          |          |               |               |  |

| Bandera del estado de Río de Janeiro |
| Campeón                              |
| Flamengo 22.° título                 |

### Taça Rio
Grupo A
| Pos. | Equipo      | Pts. | PJ | G | E | P | GF | GC | Dif. |  |
| ---- | ----------- | ---- | -- | - | - | - | -- | -- | ---- |  |
| 1    | Flamengo    | 15   | 5  | 5 | 0 | 0 | 14 | 2  | +12  |  |
| 2    | Botafogo    | 8    | 5  | 2 | 2 | 1 | 9  | 7  | +2   |  |
| 3    | Boavista    | 7    | 5  | 2 | 1 | 2 | 5  | 5  | 0    |  |
| 4    | Bangu       | 7    | 5  | 2 | 1 | 2 | 4  | 6  | −2   |  |
| 5    | Portuguesa  | 5    | 5  | 1 | 2 | 2 | 5  | 4  | +1   |  |
| 6    | Cabofriense | 0    | 5  | 0 | 0 | 5 | 4  | 17 | −13  |  |

 Fuente: Soccerway
     Clasificados a la semifinal de la Taça Rio
| Bangu       | 1 - 0 | Portuguesa | Moça Bonita   | 28 de febrero | 16:00 |
| Cabofriense | 1 - 4 | Flamengo   | Maracanã      | 29 de febrero | 18:00 |
| Botafogo    | 2 - 1 | Boavista   | Nílton Santos | 1 de marzo    | 19:00 |

| Boavista    | 2 - 1 | Bangu      | Eucy Resende | 6 de marzo | 19:15 |
| Cabofriense | 1 - 4 | Portuguesa | Correão      | 7 de marzo | 16:00 |
| Flamengo    | 3 - 0 | Botafogo   | Maracanã     | 7 de marzo | 18:00 |

| Flamengo | 2 - 1 | Portuguesa  | Maracanã      | 14 de marzo | 18:30 |
| Boavista | 2 - 0 | Cabofriense | Eucy Resende  | 14 de marzo | 19:00 |
| Botafogo | 1 - 1 | Bangu       | Nílton Santos | 15 de marzo | 16:00 |

| Bangu      | 0 - 3 | Flamengo    | Maracanã        | 18 de junio | 21:00 |
| Portuguesa | 0 - 0 | Boavista    | Luso Brasileiro | 19 de junio | 15:30 |
| Botafogo   | 6 - 2 | Cabofriense | Nilton Santos   | 27 de junio | 11:00 |

| Bangu      | 1 - 0 | Cabofriense | Moça Bonita     | 2 de julio | 15:15 |
| Portuguesa | 0 - 0 | Botafogo    | Luso-Brasileiro | 2 de julio | 21:30 |
| Flamengo   | 2 - 0 | Boavista    | Maracanã        | 2 de julio | 21:30 |

Grupo B
| Pos. | Equipo        | Pts. | PJ | G | E | P | GF | GC | Dif. |  |
| ---- | ------------- | ---- | -- | - | - | - | -- | -- | ---- |  |
| 1    | Fluminense    | 10   | 5  | 3 | 1 | 1 | 11 | 4  | +7   |  |
| 2    | Volta Redonda | 10   | 5  | 3 | 1 | 1 | 7  | 3  | +4   |  |
| 3    | Vasco da Gama | 8    | 5  | 2 | 2 | 1 | 5  | 4  | +1   |  |
| 4    | Madureira     | 6    | 5  | 2 | 0 | 3 | 6  | 9  | −3   |  |
| 5    | Resende       | 4    | 5  | 1 | 1 | 3 | 5  | 7  | −2   |  |
| 6    | Macaé         | 4    | 5  | 1 | 1 | 3 | 2  | 7  | −5   |  |

 Fuente: Soccerway
     Clasificados a la semifinal de la Taça Rio
Resultados
- La hora de cada encuentro corresponde al huso horario correspondiente al Estado de Río de Janeiro (UTC-03:00).

| Volta Redonda | 1 - 0 | Macaé         | Raulino de Oliveira | 28 de febrero | 19:00 |
| Resende       | 1 - 1 | Vasco da Gama | Raulino de Oliveira | 29 de febrero | 19:00 |
| Fluminense    | 5 - 1 | Madureira     | Maracanã            | 1 de marzo    | 16:00 |

| Macaé         | 0 - 3 | Madureira     | Eucy Resende        | 6 de marzo | 16:00 |
| Volta Redonda | 0 - 0 | Vasco da Gama | Raulino de Oliveira | 8 de marzo | 16:00 |
| Fluminense    | 4 - 0 | Resende       | Maracanã            | 8 de marzo | 18:00 |

| Resende       | 0 - 1 | Macaé         | Trabalhador        | 14 de marzo | 16:00 |
| Vasco da Gama | 0 - 2 | Fluminense    | Maracanã           | 15 de marzo | 18:00 |
| Madureira     | 2 - 1 | Volta Redonda | Conselheiro Galvão | 16 de marzo | 16:00 |

| Vasco da Gama | 3 - 1 | Macaé         | São Januário       | 27 de junio | 16:00 |
| Madureira     | 0 - 2 | Resende       | Conselheiro Galvão | 27 de junio | 15:00 |
| Fluminense    | 0 - 3 | Volta Redonda | Nilton Santos      | 27 de junio | 19:00 |

| Macaé         | 0 - 0 | Fluminense | Eucy Resende        | 2 de julio | 17:30 |
| Vasco da Gama | 1 - 0 | Madureira  | São Januário        | 2 de julio | 20:00 |
| Volta Redonda | 2 - 1 | Resende    | Raulino de Oliveira | 2 de julio | 20:00 |

Fase final
|  | Semifinales   | Semifinales |            |          | Final      | Final      |  |
|  | 5 de julio    | 5 de julio  |            |          | 8 de julio | 8 de julio |  |
|  |               |             |            |          |            |            |  |
|  |               |             |            |          |            |            |  |
|  | Flamengo      | 2           |            |          |            |            |  |
|  | Flamengo      | 2           |            |          |            |            |  |
|  | Volta Redonda | 0           |            |          |            |            |  |
|  | Volta Redonda | 0           |            | Flamengo | 1 (2)      |            |  |
|  |               |             |            | Flamengo | 1 (2)      |            |  |
|  |               |             | Fluminense | 1 (3)    |            |            |  |
|  | Fluminense    | 0           | Fluminense | 1 (3)    |            |            |  |
|  | Fluminense    | 0           |            |          |            |            |  |
|  | Botafogo      | 0           |            |          |            |            |  |
|  | Botafogo      | 0           |            |          |            |            |  |
|  |               |             |            |          |            |            |  |

| Bandera del estado de Río de Janeiro |

| Campeón |

| Fluminense 4.° título |

## Final
|  | Final            |            |   |   |  |
|  | 12 y 15 de julio |            |   |   |  |
|  |                  |            |   |   |  |
|  | Fluminense       | Fluminense | 1 | 0 |  |
|  | Fluminense       | Fluminense | 1 | 0 |  |
|  | Flamengo         | Flamengo   | 2 | 1 |  |
|  | Flamengo         | Flamengo   | 2 | 1 |  |

| Bandera del estado de Río de Janeiro |

| Campeón |

| Flamengo 36.° título |